# ابياض (بني عروس)
ابياض هي إحدى مشيخات المملكة المغربية، تتبع جغرافيا لإقليم العرائش وإداريًا لبني عروس. يقدر عدد سكانها بـ 6401 نسمة حسب الإحصاء الرسمي للسكان والسكنى لسنة 2004.